# Сигла (проект)
«Си́гла» — портал межбиблиотечной информации с возможностью поиска по электронным каталогам крупнейших библиотек России и зарубежных стран, поддерживающих протокол Z39.50. Является совместным информационным проектом Научной библиотеки МГУ и компании «Библиотечная компьютерная сеть».
Некоторые библиотеки-участницы проекта позволяют с помощью портала «Сигла» удалённо заказать нужную литературу.
Также портал предоставляет возможность поиска в интернете при помощи «Яндекс» и «Google», если документ не будет найден в предложенных каталогах библиотек.
Прочие возможности поисковой системы портала:
- загрузка записей в ПО «Библиотека 5.2»;
- получение запись в форматах MARC21 и RUSMARC.